# Turcmenigena warentzowi
Turcmenigena warentzowi är en skalbaggsart som beskrevs av Melgunov 1894. Turcmenigena warentzowi ingår i släktet Turcmenigena och familjen långhorningar.
Artens utbredningsområde är:
- Iran.
- Kazakstan.

Inga underarter finns listade i Catalogue of Life.